# Synedrellopsis grisebachii
Synedrellopsis grisebachii là một loài thực vật có hoa trong họ Cúc. Loài này được Hieron. & Kuntze miêu tả khoa học đầu tiên năm 1898.